# Falco (esploratore)
Il Falco è stato un esploratore leggero della Regia Marina. 

## Storia
Ordinato dalla Marina rumena nel 1913 ed impostato nei cantieri Pattison di Napoli nel 1914, avrebbe dovuto chiamarsi Viscol.
Il 5 giugno 1915, in conseguenza dell'ingresso dell'Italia nella prima guerra mondiale, l'unità fu requisita dalla Regia Marina e ribattezzata Falco, ma i lavori di dilungarono ed ebbero termine solo a guerra finita, nel 1920. 
Tra il 4 ed il 5 marzo 1921 il Falco trasportò da Civitavecchia a Sanremo il re Vittorio Emanuele III, recatosi nella città ligure per i funerali del re del Montenegro Nicola I, deceduto ad Antibes il 1º marzo 1921.
Il 16 gennaio 1926 assunse il comando dell'unità il capitano di vascello Federico Tommaso Paolini, che morì a Gaeta il 18 aprile del medesimo anno.
Nel 1927 il Falco fu sottoposto a lavori di modifica nell'armamento principale: i cinque cannoni da 152 mm furono rimossi e rimpiazzati con quattro da 120 mm.
L'11 ottobre 1937, durante la guerra di Spagna, il Falco fu ceduto alla Marina spagnola nazionalista, ma la cessione fu ufficializzata solo il 6 gennaio 1939, quando l'unità assunse il nuovo nome di Ceuta. Nel 1938, frattanto, la nave era stata declassata a cacciatorpediniere. Durante il primo periodo di servizio sotto bandiera spagnola il Falco era stato denominato Velasco-Ceuta e munito di un quarto fumaiolo fittizio, in modo da poter essere scambiato con l'unico cacciatorpediniere non ex-italiano della Marina franchista, il Velasco. Essendo una unità vetusta, fu impiegato principalmente in compiti di vigilanza e scorta, ma nell'agosto 1938 partecipò (insieme al gemello Aquila, divenuto Melilla, ed all'incrociatore Canarias) all'azione che costrinse il cacciatorpediniere repubblicano spagnolo José Luis Diaz a rinunciare a raggiungere Cartagena ed a riparare a Gibilterra; durante l'azione il Ceuta cannoneggiò il Diaz, provocando numerosi morti e feriti a bordo della nave repubblicana. Un'altra azione che vide protagonista il Ceuta fu la cattura del mercantile francese Prado, impiegato per conto dei repubblicani.
Dopo la conclusione della guerra Ceuta e Melilla furono assegnati a compiti addestrativi.
Radiato nel 1948, il Ceuta fu avviato alla demolizione.